# Stazione di Santa Lucia di Portorose
La stazione di Santa Lucia di Portorose (in sloveno Lucija) era una stazione ferroviaria posta lungo la ex linea ferroviaria a scartamento ridotto Trieste-Parenzo chiusa nel 31 agosto 1935 . Era al servizio del comune di Pirano.

## Interscambi
All'esterno della stazione effettuava capolinea tra il 1912 e il 1953 la tranvia Pirano-Portorose.